# Villa Clara (club de fútbol)
El Fútbol Club Villa Clara es un club de fútbol de Cuba, de la provincia de Villa Clara. Se desempeña en el Campeonato Nacional de Fútbol de Cuba.

## Historia
En 2016, el Expreso del Centro conquistó por la decimocuarta vez el título del campeonato nacional. En las tres temporadas siguientes (2017, 2018 y 2019), finalizó en el cuarto, duodécimo y tercer lugar, respectivamente.

## Uniforme
- Uniforme titular: Camiseta a rayas verticales blancas y naranja, y pantalón y medias naranja.

## Estadio
El Fútbol Club Villa Clara disputa sus partidos como local en el Estadio Camilo Cienfuegos. en el municipio de Zulueta, aunque en ocasiones hace de local en el estadio del municipio de Santo Domingo.

## Jugadores
Jugadores destacados
- Ariel Betancourt[6]
- Jorge Luis Clavelo
- Regino Delgado
- Jorge Maya
- Roberto Pereira[6]
- José Francisco Reinoso
- Serguey Prado[6]

Extranjeros
- Bernardo Faustino[7]

## Entrenadores
- Rolando Rodríguez (2005)[8]
- Raúl Mederos Sosa (2016-2017)[9]
- Pedro Pablo Pereira (2017-2018)[10]
- Rudy Lay Arencibia (2018-)[2]

## Rivalidades
El Villa Clara mantiene una rivalidad, llamada Clásico del centro, con el Cienfuegos.

## Palmarés

### Torneos Nacionales
- Campeonato Nacional de Fútbol de Cuba (14): 1980, 1981, 1982, 1983, 1986, 1992, 1996, 1997, 2002-2003, 2004-2005, 2011, 2012, 2013, 2016